# Cindy Birdsong
Cynthia Ann (Cindy) Birdsong (Mount Holly Township (New Jersey), 15 december 1939) is een Amerikaanse soulzangeres. Ze is vooral bekend van haar periode als lid van The Supremes.

## Loopbaan
Behalve in haar geboorteplaats groeide ze op in Philadelphia (Pennsylvania). Hierna verhuisde de familie naar Camden (New Jersey). Nadat Birdsong haar school had afgemaakt, werkte ze enige tijd als verpleegkundige en verhuisde daarna terug naar Philadelphia. Op verzoek van Patricia Holt, die later de artiestennaam Patti LaBelle aannam, werd ze lid van de zanggroep "The Ordettes".
In 1961 veranderden "The Ordettes" hun naam in "The Bluebelles". Later zou de naam nog veranderen in "Patti LaBelle & The Bluebelles" en nog later in "Labelle". Patti LaBelle was de leadzangeres en Birdsong een van de achtergrondzangeressen. Ook Tammy Montgomery (later bekend als Tammi Terrell) was een jaar lang lid van de groep. Hun eerste hit hadden ze datzelfde jaar met I Sold My Heart To The Junkman, maar het was een andere groep die op de single zong. Deze groep had het label verlaten en daarom zocht de producent bij het nummer een nieuwe groep, die hij vond bij The Bluebelles. Na het succes van deze single hadden The Bluebelles nog meer hits, zoals You'll Never Walk Alone en Over The Rainbow.

### The Supremes
In 1967 verliet Birdsong Patti LaBelle & The Bluebelles. De reden hiervoor was dat ze benaderd was door Motowndirecteur Berry Gordy met de vraag of ze Florence Ballard van The Supremes wilde vervangen. In eerste instantie was dit alleen bij optredens voor als Ballard niet op kwam dagen en Birdsong leek fysiek veel op haar. Later werd Ballard ontslagen omdat ze te vaak niet naar optredens kwam, te vaak dronken was en zoveel was aangekomen dat ze niet meer in sommige jurken paste. In datzelfde jaar stelde Birdsong Suzanne de Passe aan Gordy voor. Later zou De Passe Motown 25 regisseren, een reünie die op televisie werd uitgezonden.
Toen Birdsong bij de groep kwam werd de naam van de groep veranderd in "Diana Ross & The Supremes". Dit was om leadzangeres Diana Ross meer naar voren te plaatsen. Bij opnamen van nieuwe singles werden niet Cindy Birdsong en Mary Wilson, het andere originele lid van de groep, ingezet, maar The Andantes, drie zangeressen die bij Motown werkten voor het inzingen van achtergrondvocalen. Wilson en Birdsong zongen wel bij de optredens en bij nummers die samen met mede-Motowngroep The Temptations werden opgenomen.
Op 2 december 1969 werd Cindy Birdsong met een mes aangevallen door een onderhoudsman in haar appartement. De man droeg haar op haar twee bezoekende vriendinnen vast te binden. Daarna bond hij haar handen vast en nam hij haar mee in zijn auto. Terwijl hij op de snelweg reed zag ze kans om te ontsnappen. Ze sprong uit de auto en werd daarna geholpen door een voorbijrijdende automobilist die haar meenam naar het ziekenhuis. Daar werd ze behandeld aan steekwonden en kneuzingen.
In 1970 stopte Diana Ross met The Supremes om een solocarrière te beginnen. Ze werd vervangen door Jean Terrell. Vanaf dit moment ging de groep weer The Supremes heten en waren Cindy Birdsong en Mary Wilson op alle opnames te horen. In 1971 raakte Cindy Birdsong zwanger, waardoor ze niet meer optrad, maar wel opnamen maakte met de Supremes. In 1972 stapte ze uit de groep om meer tijd aan haar gezin te kunnen besteden. Ze werd vervangen door Lynda Laurence. Een jaar later kwam ze terug, nu omdat Lynda Laurence meer tijd aan haar gezin wilde besteden. In 1976 verliet Birdsong de groep voor de laatste keer.

## Leven na The Supremes
In 1976 ging Birdsong weer enige tijd in het ziekenhuis werken als verpleegster. Daarna keerde ze terug bij Motown, nu niet artiest, maar in samenwerking met Suzanne de Passe. In 1983 zong ze nog één keer samen met The Supremes bij "Motown 25". In 1987 had ze een korte, weinig succesvolle solocarrière. Alleen de single Dancing Room werd van haar uitgebracht. In 2004 trad Birdsong nog een keer op bij Motown 45 met Mary Wilson en Kelly Rowland, voormalig lid van Destiny's Child. Hier zongen ze een aantal van de grootste hits van The Supremes, zoals You Keep Me Hangin' On.
- Bibliothèque nationale de France: cb139735209 (data)
- International Standard Name Identifier: 0000 0004 0655 3247
- Library of Congress Control Number: no2018171504
- MusicBrainz: 67b5ddb2-c2e3-467a-ad6a-4c1b981e6748
- Virtual International Authority File: 19873952
- WorldCat: E39PBJfx8qj48Xhp4dJ9cPGT73